# ستيفاني ماكان
ستيفاني ماكان هي منافسة ألعاب القوى كندية، ولدت في 22 أبريل 1977 في فانكوفر في كندا.

## وصلات خارجية
- ستيفاني ماكان على موقع الاتحاد الدولي لألعاب القوى (الإنجليزية)
- ستيفاني ماكان على موقع أوليمبيديا (الإنجليزية)
- ستيفاني ماكان على موقع اتحاد ألعاب الكومنولث (مؤرشف) (الإنجليزية)